# Chiusa di San Michele
Chiusa di San Michele (Ciusa in piemontese, Kiusa in francoprovenzale, L'Écluse in francese) è un comune italiano di 1 511 abitanti della città metropolitana di Torino in Piemonte. Originariamente fu detto Clausae Longobardorum (Chiuse longobarde) dal nome dell'omonima fortificazione. Si trova in Val di Susa.

## Storia

### Simboli
Lo stemma del Comune  rappresenta una cortina di muro con un portone chiuso, in riferimento alle fortificazioni storiche delle Chiuse; al di sopra una stella d'oro è ripresa dall'emblema della Sacra di San Michele (d'azzurro, alla stella d'oro) e indica il cielo e la posizione elevata del monastero.
Il gonfalone è un drappo di azzurro.

## Monumenti e luoghi d'interesse

### Chiuse longobarde

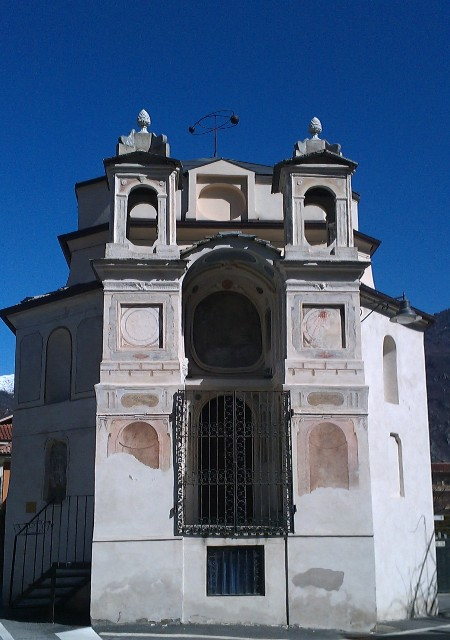
Cappella sconsacrata di San Giuseppe ora planetario a Chiusa San Michele. Al piano inferiore resti archeologici ipotizzati fortificazione altomedievale

Sul territorio comunale vi sono dei resti di mura che fanno pensare alle celebri Chiuse longobarde: Chiusa di San Michele da sempre viene associato alle fortificazioni longobarde, che servivano a difendere il Regno longobardo dal Regno dei Franchi e che secondo la tradizione storica vennero aggirate da Carlo Magno. La conformazione orografica della valle, che qui presenta uno dei punti più stretti del suo tratto iniziale, tende a confermare questa ipotesi: si può tratteggiare una linea immaginaria che, con orientamento sud-nord, andrebbe dalla frazione Borgo Pracchio di Chiusa di San Michele sul versante sud della valle, alla zona del Castello detto "del Conte Verde" in comune di Condove sul versante nord della valle.
La tradizione locale identificava come mura longobarde alcuni muraglioni costruite lungo il rio Pracchio di Chiusa di San Michele, probabilmente a difesa dell'abitato dalle alluvioni, la cui origine non è però meglio precisata. A destare interesse tra gli studiosi è invece stata in anni recenti una costruzione posta sempre lungo l'immaginaria linea di imbocco della valle, più lontano dall'attuale corso del rio e nei pressi della centrale piazza della Repubblica.
L'ambiente sottostante a una cappella sconsacrata, detta di San Giuseppe, ha sollevato gli interrogativi degli archeologi: sono state rinvenute mura antiche, di incerta datazione, ma che possono far pensare a una fortificazione altomedioevale, si ipotizza una torre con quattro torrette angolari. Si tratta di un ambiente quadrato, con ai quattro angoli smussature che fanno pensare a piccole torrette di due metri di diametro.

### Cappella di Santa Croce

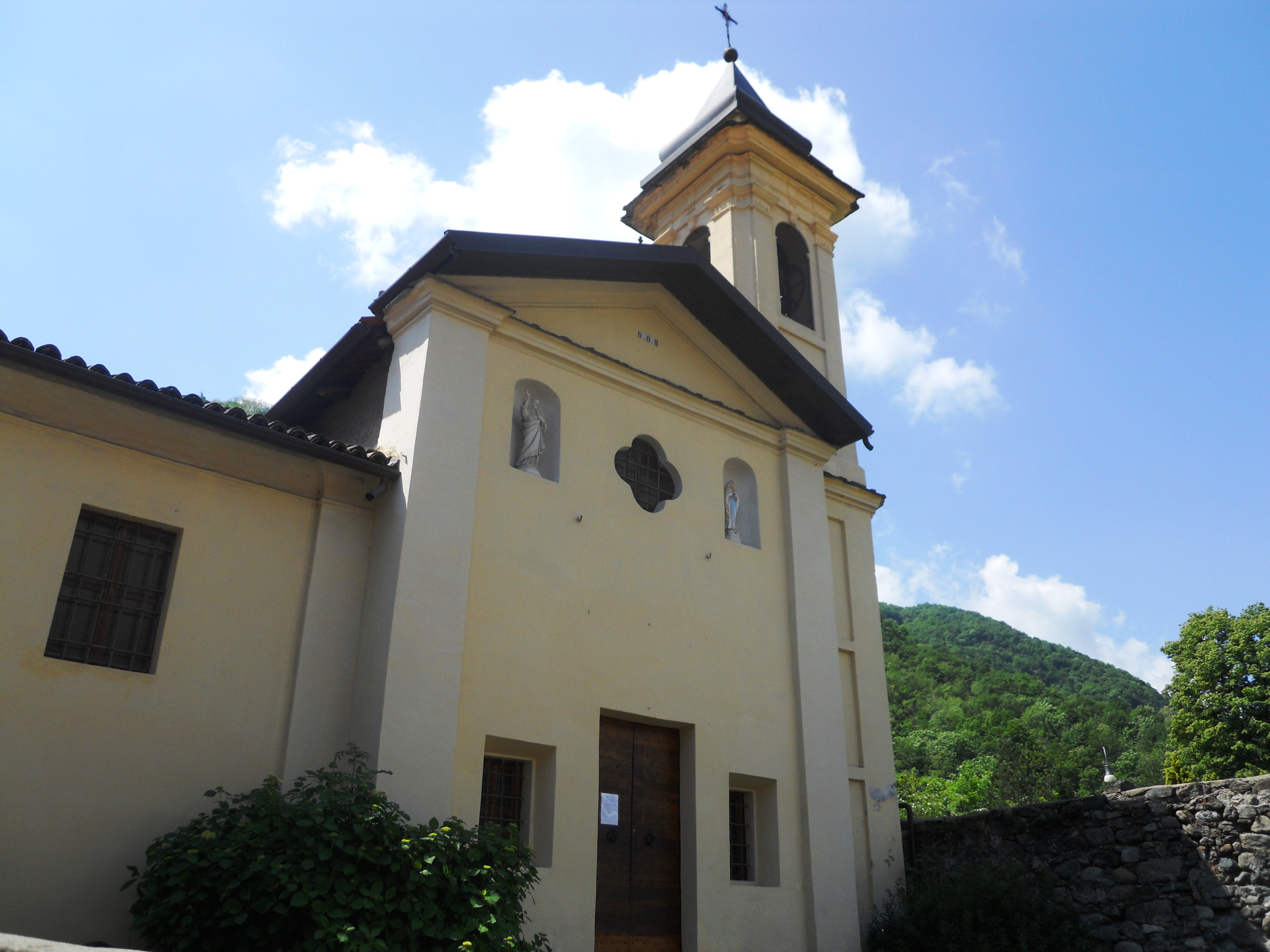
Facciata della Cappella della Santa Croce

Antica cappella posta all'ingresso ovest del paese, vicino alle mura di origine longobarde, posta su un rilevato fra il rio Pracchio e il Borgo del Rustico e che presenta davanti alla facciata un ampio sagrato, piuttosto antico.

Il nome deriva da un frammento di legno conservato all'interno che sarebbe proveniente dalla Croce su cui fu crocifisso Gesù Cristo.

### Chiesa parrocchiale di San Pietro Apostolo

Chiesa di San Pietro Apostolo, parrocchiale di Chiusa San Michele

La chiesa parrocchiale, costruita tra il 1796 ed il 1825 e consacrata nell'anno 1825, è stata completamente ristrutturata in anni recenti e presenta un'aula di ampie dimensioni, con due navate minori e un coro restrostante l'altare maggiore. 

Dalla piazza antistante, con scenografica fontana datata 1722, parte il sentiero numero 503 verso la Sacra di San Michele.

## Società

### Evoluzione demografica
Abitanti censiti

### Etnie e minoranze straniere
Secondo i dati Istat al 31 dicembre 2017, i cittadini stranieri residenti a Chiusa di San Michele sono 174, così suddivisi per nazionalità, elencando per le presenze più significative:
1. Romania, 109
2. Marocco, 21

### Eventi di interesse
Il terzo fine settimana di settembre da alcuni anni viene organizzata la manifestazione Gusto di Meliga inserita nel calendario Gustovalsusa per la promozione del prodotto locale Pane di Meliga, che registra migliaia di presenze.

## Escursioni e accesso alla Sacra di San Michele

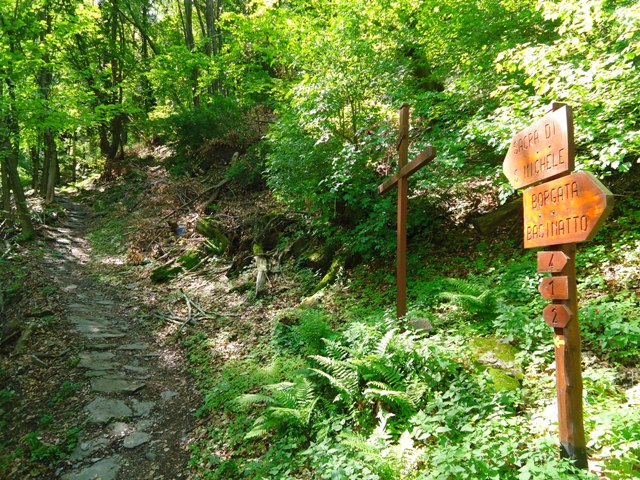
Il sentiero da Chiusa San Michele alla Sacra di San Michele

Dal paese si possono compiere diverse escursioni, nel bosco vicino alla Sacra di San Michele, verso le frazioni o in direzione dei paesi vicini.
Un antico sentiero (segnato come Sentiero 503), lastricato in pietra e completamente ombreggiato dal bosco, conduce in circa 1,15 h alla Sacra di San Michele, che sovrasta il paese dai 962 metri del Monte Pirchiriano, con un dislivello di poco meno di 600 metri.

## Via Francigena
Quella che oggi è una strada secondaria di collegamento ai paesi vicini (Sant'Ambrogio verso Torino e Vaie verso Susa), è in realtà l'antico percorso di fondovalle della Via Francigena del Moncenisio. Completamente pianeggiante, è chiusa al traffico la domenica e i giorni festivi per consentire escursioni a piedi o in bicicletta.

## Amministrazione
Di seguito è presentata una tabella relativa alle amministrazioni che si sono succedute in questo comune.
| Periodo        | Periodo        | Primo cittadino   | Partito                            | Carica  | Note   |
| -------------- | -------------- | ----------------- | ---------------------------------- | ------- | ------ |
| 27 giugno 1985 | 24 maggio 1990 | Alberto Pipino    | lista civica                       | Sindaco | [ 12 ] |
| 24 maggio 1990 | 24 aprile 1995 | Alberto Pipino    | Partito Comunista Italiano         | Sindaco | [ 12 ] |
| 24 aprile 1995 | 14 giugno 1999 | Ferruccio Sbodio  | centro-sinistra                    | Sindaco | [ 12 ] |
| 14 giugno 1999 | 14 giugno 2004 | Ferruccio Sbodio  | lista civica                       | Sindaco | [ 12 ] |
| 14 giugno 2004 | 8 giugno 2009  | Domenico Usseglio | lista civica                       | Sindaco | [ 12 ] |
| 8 giugno 2009  | 26 maggio 2014 | Domenico Usseglio | lista civica                       | Sindaco | [ 12 ] |
| 26 maggio 2014 | 27 maggio 2019 | Fabrizio Borgesa  | lista civica Insieme per la Chiusa | Sindaco | [ 12 ] |
| 27 maggio 2019 | 10 giugno 2024 | Fabrizio Borgesa  | lista civica Insieme per la Chiusa | Sindaco | [ 12 ] |
| 10 giugno 2024 | in carica      | Riccardo Cantore  | lista civica Chiusa Avanti         | Sindaco | [ 12 ] |

|}

### Altre informazioni amministrative
Il comune faceva parte della Comunità Montana Valle Susa e Val Sangone.